# Парк культури (станція метро, Кільцева лінія)

Схема колійного розвитку станції Парк культури

55°44′08″ пн. ш. 37°35′39″ сх. д. / 55.73556° пн. ш. 37.59417° сх. д.
«Парк культури» (рос. Парк культуры) — станція Кільцевої лінії Московського метрополітену. Розташована між станціями «Жовтнева» і «Київська».
Станція відкрита в 1950 у складі дистанції «Парк культури» — «Курська». Назва дана по розташованому поруч ЦПКіВ ім. Горького. У перші роки свого існування станція часто позначалася на схемах під назвою «Парк культури імені Горького».

## Вестибюлі і пересадки
На станції є наземний вестибюль, об'єднаний з вестибюлем станції «Парк культури» Сокольницької лінії і що є також переходом між двома станціями. Вихід здійснюється на Кримську площу і Зубовський бульвар.
- Метростанцію  Парк культури
- Автобуси: м5, 138, 379, с910, Б

## Технічна характеристика
«Парк культури» — пілонна трисклепінна станція (глибина закладення — 40 м). Діаметр центрального залу — 9,5 м. У березні 2002 пасажиропотік по входу становив 32,4 тис. осіб.

## Оздоблення
Пілони оздоблені сірим мармуром «Лопота», цоколь пілонів — темно-червоним мармуром «саліеті». Колійні стіни оздоблені поєднанням марок мармуру «Садахло», чорного «габро» і лабрадоритом (унизу); підлога викладена гранітними плитами сірого і чорного кольорів, що утворюють килимовий орнамент. Центральний зал освітлюється люстрами шестигранної форми. Пілони прикрашають 26 барельєфів з білого мармуру роботи С. М. Рабиновича, що зображують відпочинок радянської молоді; 12 барельєфів, розташованих у бічних залах, дублюються такими ж барельєфами в центральному залі. Таким чином, не продубльовані тільки два барельєфа. Стеля декорована ліпним орнаментом.

## Колійний розвиток
Станція з колійним розвитком — 5 стрілочних переводів, 1 станційна колія для обороту та відстою рухомого складу і одноколійна ССГ до Сокольницької лінії. На 3-ій станційній колії розташовано пункт технічного огляду.